# Maria Suszyńska-Bartman
Maria Suszyńska-Bartman, geboren als Maria Suszyńska (geboren 1. Januar 1906 in Neurode, Landkreis Glatz, Provinz Schlesien; gestorben 25. März 1991) war eine polnische Schriftstellerin.

## Leben
Nach dem Überfall auf Polen und dem folgenden Zweiten Weltkrieg begann am 1. August 1944 der Warschauer Aufstand gegen die deutschen Besatzer, der niedergeschlagen wurde und Vergeltungsmaßnahmen gegen die Zivilbevölkerung nach sich zog.
Auf einer Karteikarte der SS war Maria Suszyńska als „Büroangestellte“ erfasst. Um den 20. August wurde sie verhaftet und über das Durchgangslager 121 Pruszków zunächst in das Konzentrationslager Stutthof bei Danzig verschleppt. Vom 29. September bis zum 2. Oktober 1944 wurde sie gemeinsam mit rund 500 anderen Frauen in Vieh- und Güterwaggons nach Hannover deportiert und im KZ-Außenlager Hannover-Langenhagen gefangengehalten. Von dort aus musste sie für die Munitionsproduktion der Brinker Eisenwerke schwerste Zwangsarbeit leisten.
Nach der Zerstörung des KZ Langenhagen durch Luftangriffe auf Hannover am 6. Januar 1945 wurden Suszyńska und ihre Mitgefangenen in das KZ-Außenlager Hannover-Limmer verlegt, wo sie Zwangsarbeit im Limmer Zweigwerk der Continental AG verrichten mussten.
Kurz vor Kriegsende erreichte Suszyńska in einem Todesmarsch das KZ Bergen-Belsen, wo sie eine Woche später am 15. April 1945 durch die British Army befreit werden konnte. Da sie durch die erlittenen Strapazen erkrankte, war sie eine der rund 7000 überlebenden Häftlinge aus dem KZ Bergen-Belsen, die nach einer Krankenhausbehandlung einen Kur-Aufenthalt in Schweden erhielten.
Nach ihrer Rückkehr nach Polen lebte Maria Suszyńska in Warschau und wurde wieder als Schriftstellerin tätig. 1971 publizierte sie über den Verlag Czytelnik (Warszawa) ihren rund 250 Seiten umfassenden autobiografischen Bericht Nieświęte Męczennice („Unheilige Märtyrerinnen“) über ihre Deportation und ihre Erlebnisse in den KZs.
Maria Suszyńska-Bartman starb 1991 im Alter von 85 Jahren und wurde auf dem Friedhof der Stadt Bydgoszcz bestattet.

## Schriften (Auswahl)
- Nieświęte męczennice, 1971
- Księga z Pięciu Wzgórz, 1976
- Świat Joanny, 1979
- Odpoczynek w Sigtunie, 1983
- Pożegnanie z Pięcioma Wzgórzami, Poznań, 1986

## Maria-Suszyńska-Bartman-Weg

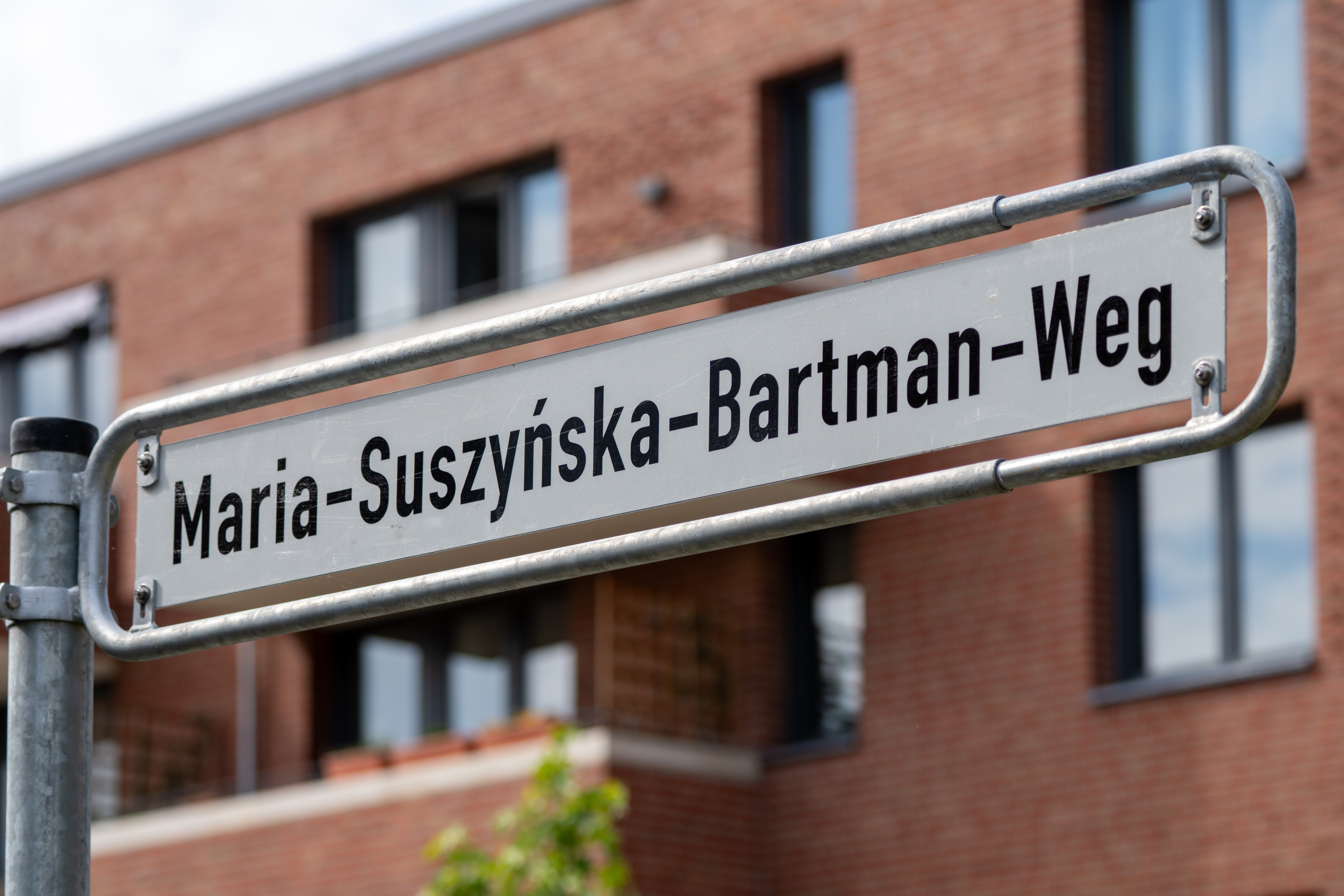
Straßenschild Maria-Suszyńska-Bartman-Weg

Nach Vorschlägen des Arbeitskreises „Ein Mahnmal für das Frauen-KZ in Limmer“ beschloss der Stadtbezirksrat Linden-Limmer am 12. Dezember 2018 einstimmig die Benennung eines Fußweges nach der Widerstandskämpferin in der Wasserstadt Limmer auf dem Gelände des ehemaligen Zweigwerks der Continental AG.